# Mabel Caparrós
Mabel Luisa Caparrós (Mar del Plata, 9 de enero de 1956) es una psicóloga y política argentina. Se desempeñó como senadora nacional por la provincia de Tierra del Fuego, Antártida e Islas del Atlántico Sur entre 2001 y 2007, siendo diputada nacional por la misma provincia desde 2019.

## Biografía
Nacida en Mar del Plata (provincia de Buenos Aires) en 1956, estudió psicología en la Universidad Nacional de Mar del Plata. En 1985 se radicó en Río Grande (Tierra del Fuego), donde trabajó en el departamento de Minoridad y Familia del gobierno fueguino y desde 1990 en el servicio de Salud Mental del Hospital Regional Río Grande.
Unida al Partido Justicialista (PJ), en 1993 fue candidata suplente a diputada nacional, y en 1995 fue elegida concejal en Río Grande. Allí presidió la comisión de Legislación e Interpretación. Fue reelegida para un segundo período en 1999, siendo presidenta del bloque de concejales justicialistas y de la comisión de Presupuesto, Hacienda y Cuentas.
En 2001 fue elegida senadora nacional por la provincia de Tierra del Fuego, Antártida e Islas del Atlántico Sur, cumpliendo un mandato de seis años hasta 2007. A partir de 2003 integró el bloque del PJ-Frente para la Victoria. Fue presidenta de la Comisión Bicameral Parlamentaria Conjunta Argentina-Chilena y de la comisión de Asuntos Administrativos y Municipales. También fue vicepresidenta de la comisión de Comercio y vocal en las comisiones de Educación; de Relaciones Exteriores y Culto; de Familia; de Ecología; y de Seguridad Interior. En 2002 fue autora de la ley 25.649 de «Especialidades Medicinales y Promoción de la Utilización de Medicamentos por su Nombre Genérico», que obliga al uso del nombre genérico de los medicamentos en las prescripciones médicas.
En 2005 fue elegida presidenta del PJ de Tierra del Fuego, ocupando el cargo hasta 2007. Ese mismo año intentó sin éxito renovar su banca en el Senado, como candidata del Frente para la Victoria. En las elecciones provinciales de 2011 fue candidata a vicegobernadora, acompañando a Adrián Fernández en una lista del PJ separada del Frente para la Victoria, que llevó como candidata a Rosana Bertone. La fórmula quedó en cuarto lugar con el 6 % de los votos.
Entre 2011 y 2015 fue prosecretaria administrativa de la Legislatura de Tierra del Fuego, y desde 2018 fue secretaria legislativa del Concejo Deliberante de Río Grande.
En las elecciones legislativas de 2019 fue candidata a diputada nacional por FORJA, encabezando la lista de la alianza «Vamos todos a vivir mejor», que en las elecciones provinciales apoyó la candidatura de Gustavo Melella a la gobernación. Asumió en diciembre del mismo año, siendo la única representante de FORJA en la Cámara de Diputados. Se integró al bloque del Frente de Todos, siendo además secretaria de la comisión de Intereses Marítimos, Fluviales, Pesqueros y Portuarios; y vocal en las comisiones de Defensa Nacional; de Economía; de Energía y Combustibles; de Industria; de Recursos Naturales; de Relaciones Exteriores y Culto; y de Turismo.